# Kanton Cusset-Nord
Kanton Cusset-Nord (fr. Canton de Cusset-Nord) je francouzský kanton v departementu Allier v regionu Auvergne. Tvoří ho čtyři obce.

## Obce kantonu
- Bost
- Creuzier-le-Neuf
- Creuzier-le-Vieux
- Cusset (severní část)